# Kamienica przy ulicy św. Mikołaja 9 we Wrocławiu
Kamienica przy ulicy św. Mikołaja 9 – zabytkowa kamienica o średniowiecznym rodowodzie znajdująca się przy ul. św. Mikołaja 9 we Wrocławiu. 

## Historia kamienicy

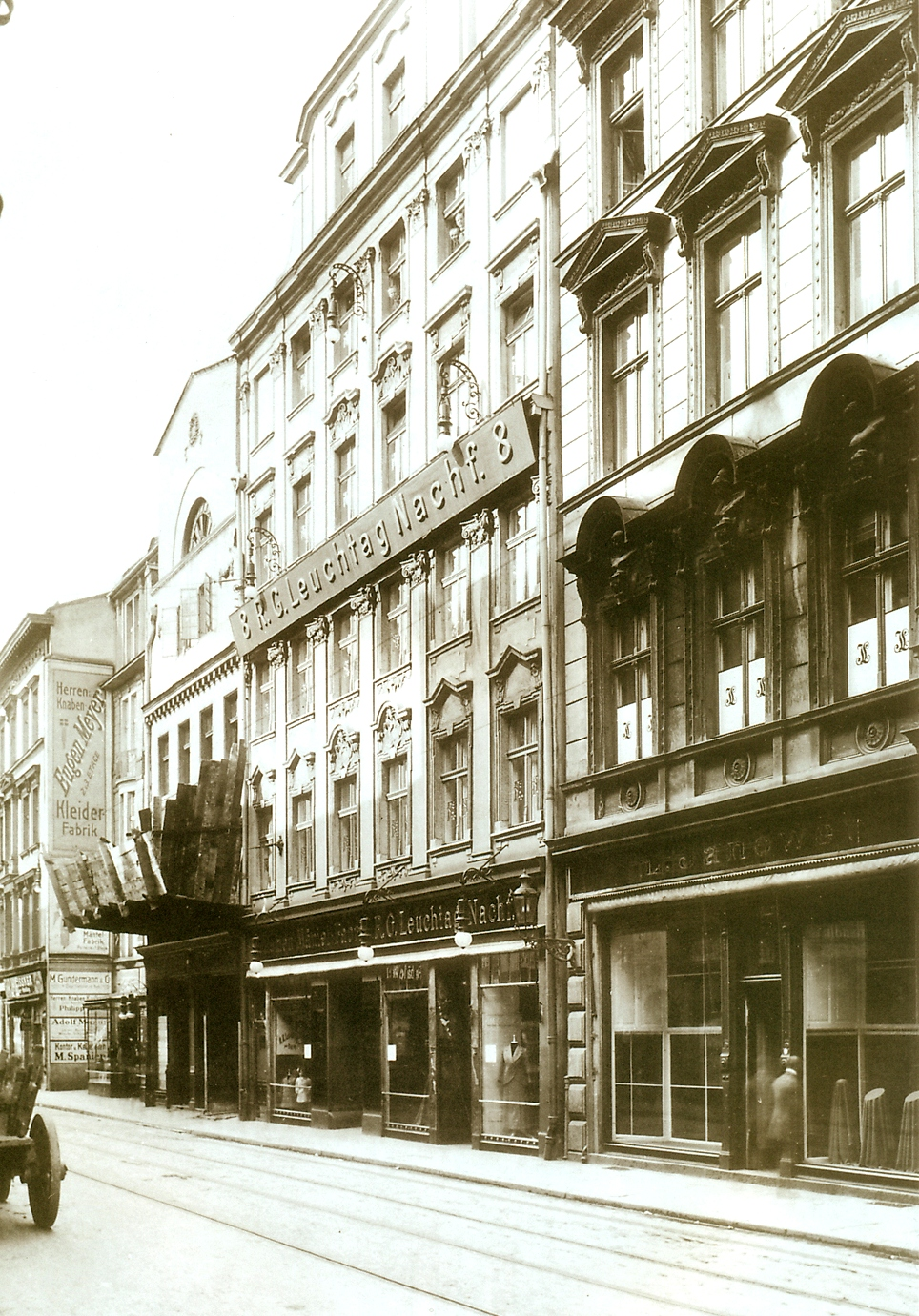
Kamienica Pod Trzema Dębami i kamienica nr 9, skrajna po lewej przed wyburzeniem(lata 1900-1912)

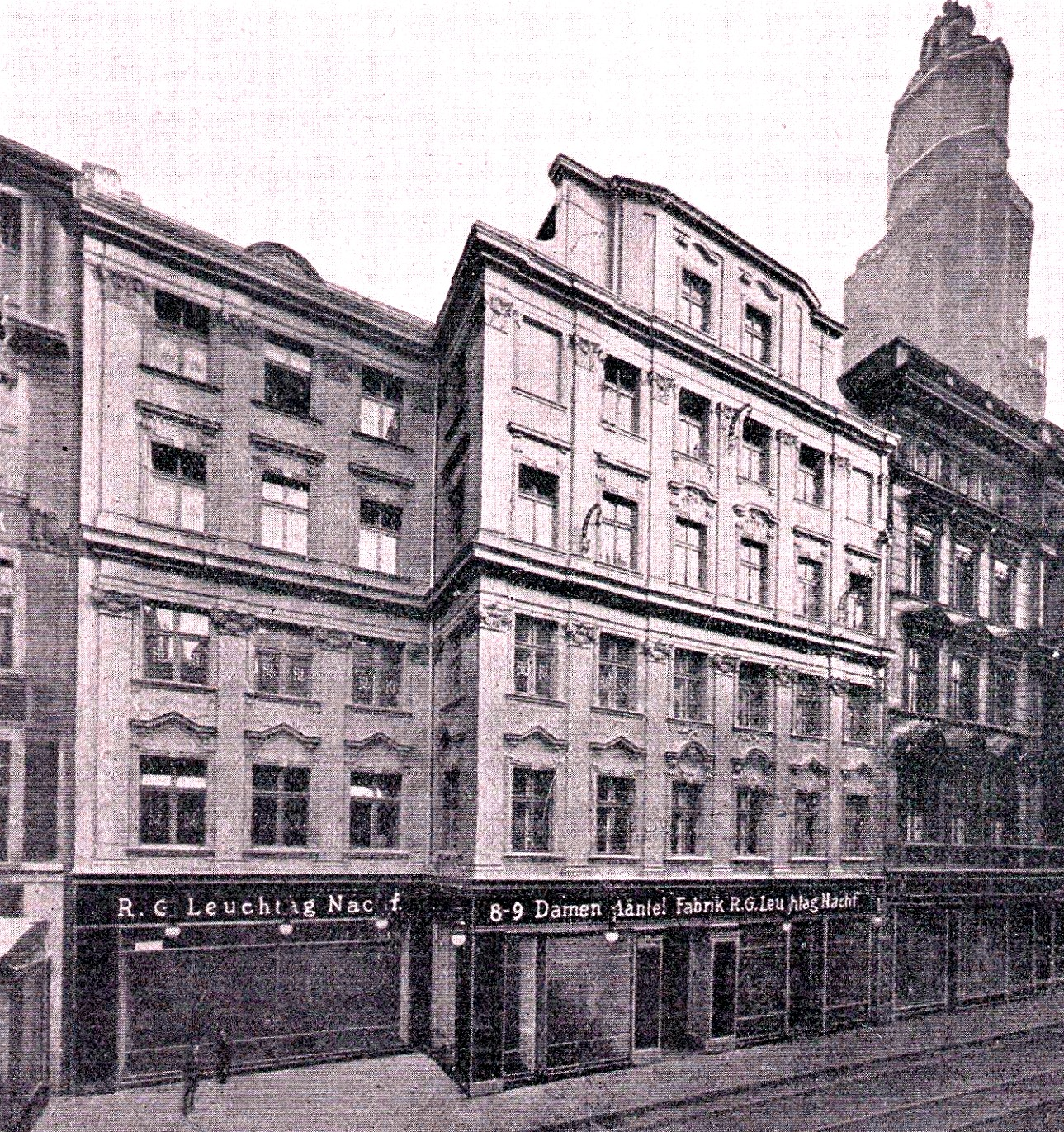
Kamienica Pod Trzema Dębami oraz kamienica nr 9 (po lewej) z powtórzoną dekoratorką na fasadzie (po 1912). Obie kamienice tworzyły wewnątrz jeden budynek

Pierwszy budynek na posesji nr 9 istniał już w średniowieczu. W okresie baroku został przebudowany. Około 1800 kamienica została przebudowana i nadano jej formę budynku trzykondygnacyjnego z dwukondygnacyjnym szczytem, trójosiową elewacją, trójtraktowego i dwupasmowego. W 1886 roku kamienica została przebudowana według projektu Augusta Jäckela. Zmieniono wówczas dach na kalenicowy a fasada otrzymała eklektyczny wystrój. W 1912, w związku z przebudową kamienicy Pod Trzema Dębami i powstaniem nowego domu handlowego, kamienica nr 9 została rozebrana a w jej miejsce wzniesiono dom o konstrukcji żelbetonowej według projektu firmy Max Duam Nachfloger. Budynek został wówczas cofnięty o jeden trakt. Obie kamienice połączono.
Od 1888 roku w kamienicy nr 8 znajdował się zakład produkujący konfekcję damską R. G. Leuchtag Nachf. G.m.b.H. późniejszy KMS Schlesisch Damen-Mäntel-Fabrik. Po połączeniu obu kamienic w 1912 roku, zakład również powiększył swoją powierzchnię.

## Po 1945 roku
Działania wojenne w 1945 roku częściowo zniszczyły kamienice wraz z jej sąsiednimi budynkami nr 8 i 10. Zespół tych trzech kamienic należał do jednych z najwcześniejszych rekonstrukcji powojennych. Zostały one odbudowane w 1953 roku według projektu Zbigniewa Politowskiego. Kamienica nr 9, jej fasada, została zrekonstruowana według zachowanej ikonografii do wyglądu tej empirowej z 1800 roku ale z uproszczoną ornamentyką girlandową i bez podziału parteru.
W latach 2006–2011 roku kamienica, za sprawą właściciela budynku, IMN Sp. z o.o. została poddana kolejnemu remontowi. Jego projektantem był Wacław Hryniewicz.